# Uferlerche

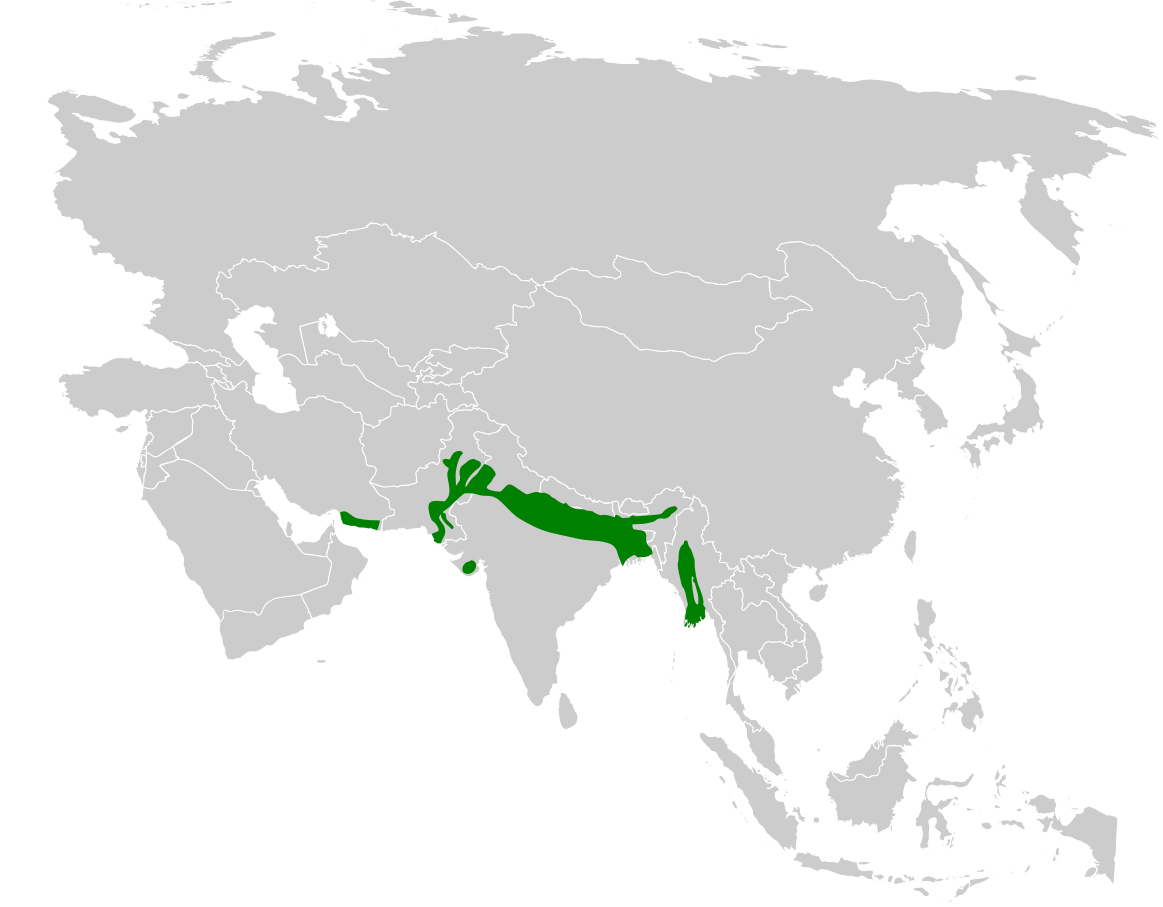
Verbreitungsgebiet der Maskenlerche

Die Uferlerche (Calandrella raytal, Syn.: Alaudala raytal) ist eine kleine Art aus der Familie der Lerchen. Sie ist kleiner als eine Kurzzehenlerche und entspricht in ihren Körperproportionen der Stummellerche. Das Verbreitungsgebiet der Uferlerche liegt im indischen Subkontinent. Sie ist gemeinsam mit der Grauscheitel- und Weißstirnlerche dort die kleinste und relativ kurschwänzigste Lerchenart. Es werden drei Unterarten unterschieden.
Die Zuordnung der Uferlerche zur Gattung Calandrella unterliegt gerade einer Revision. Im Jahr 2013 haben Per Alström und Kollegen in einer Studie zur Verwandtschaft der Lerchen festgestellt, dass die Gattung Calandrella in der gewöhnlichen Abgrenzung paraphyletisch wäre. Ihren Ergebnissen zufolge besteht Calandrella aus zwei Artengruppen. Für diejenige, die nicht die Typusart Calandrella brachydactyla enthält, reaktivierten sie den alten, bisher als Synonym aufgefassten Gattungsnamen Alaudala Horsfield & Moore, 1856 (Typusart: Calandrella raytal). Demnach wäre die Uferlerche gemeinsam mit der Stummellerche, der Salzlerche und Alaudala athensis in diese Gattung zu transferieren. Diese Änderung wurde vielfach bereits übernommen. Eine neuere Studie von 2016 fand allerdings eine instabile Phylogenie und ließ Zweifel an der Monophylie einiger Arten aufkommen.
Die IUCN stuft die Bestandssituation der Uferlerche mit ungefährdet (least concern) ein.

## Merkmale
Die Uferlerche erreicht eine Körperlänge von etwa 12 bis 13 Zentimetern, wovon zwischen 4,8 und 5,6 Zentimeter auf den Schwanz entfallen. Der Schnabel misst vom Schädel aus zwischen 1,1 und 1,3 Zentimeter. Sie wiegt 18 bis 19 Gramm. Es besteht kein Geschlechtsdimorphismus.
Die Körperoberseite ist sandfarben mit nur einer undeutlichen dunkleren Strichelung. Sie ist nur auf dem Scheitel und den Schultern etwas auffälliger. Die Oberschwanzdecken sind heller als der Rücken, die Schwanzfedern dagegen sind braunschwarz. Lediglich bei der äußersten Steuerfeder ist die Außenfahne weiß. Die Körperunterseite ist einheitlich weiß bis cremeweiß, nur auf der Brust findet sich eine dunklere Strichelung.

## Verwechslungsmöglichkeiten
In ihrem Verbreitungsgebiet kann die Uferlerche mit den Weibchen der Weißstirn- und der Grauscheitellerche verwechselt werden. Diese haben allerdings dickere Schnäbel als die Uferlerche und dunklere Unterflügeldecken.

## Verbreitungsgebiet und Lebensraum
Die Uferlerche kommt im Iran, in Pakistan, im Nordwesten von Indien, in Bangladesch und in Burma vor. Sie ist im gesamten Verbreitungsgebiet ein Standvogel.
Der Lebensraum der Uferlerche sind locker mit Gras bestandene Sandbänke entlang von Flüssen sowie kleine Inseln in größeren Flüssen. Sie kommt außerdem auch auf Inseln des Wattenmeeres und in Küstenlandschaften vor.

## Lebensweise
Der Singflug der Uferlerche ist sehr auffallend: Das Männchen erreicht bei diesem Singflug eine Höhe von 30 Meter. Es lässt sich dann langsam mit gespreizten Flügeln und Schwanz herabfallen und stürzt zuletzt mit geschlossenen Flügeln auf den Boden herab. Erst etwa einen Meter über dem Boden bremst es diesen Sturzflug ab.
Die Nahrung besteht aus Unkrautsamen und Insekten.
Die Uferlerche ist wie alle Lerchen ein Bodenbrüter. Das Nest wird auf Sandbänken, in trockenen Flussbetten oder an Böschungen der Flüsse errichtet. Es wird häufig im Schutz von Stachelmohn oder Tamarisken gebaut. Das Gelege besteht aus drei Eiern. Die Nestlinge werden von beiden Elternvögeln gefüttert.

## Einzelbelege
1. 1 2 3  Pätzold: Kompendium der Lerchen. S. 270.
2. ↑  Pätzold: Kompendium der Lerchen. S. 272.
3. ↑  Per Alström, Keith N. Barnes, Urban Olsson, F. Keith Barker, Paulette Bloomer, Aleem Ahmed Khan, Masood Ahmed Qureshi, Alban Guillaumet, Pierre-André Crochet, Peter G. Ryan (2013): Multilocus phylogeny of the avian family Alaudidae (larks) reveals complex morphological evolution, non-monophyletic genera and hidden species diversity. Molecular Phylogenetics and Evolution 69(3): 1043-1056. doi:10.1016/j.ympev.2013.06.005
4. ↑  George Sangster, J. Martin Collinson, Pierre-André Crochet, Guy M. Kirwan, Alan G. Knox, David T. Parkin, Stephen C. Votier (2014): Taxonomic recommendations for Western Palaearctic birds: 10th report. Ibis 157: 193–200. doi:10.1111/ibi.12221
5. ↑  Martin Stervander, Per Alström, Urban Olsson, Ulf Ottosson, Bengt Hansson, Staffan Bensch (2016): Multiple instances of paraphyletic species and cryptic taxa revealed by mitochondrial and nuclear RAD data for Calandrella larks (Aves: Alaudidae). Molecular Phylogenetics and Evolution 102: 233–245. doi:10.1016/j.ympev.2016.05.032
6. ↑  Alaudala raytal in der Roten Liste gefährdeter Arten der IUCN 2016. Eingestellt von: BirdLife International, 2016. Abgerufen am 26. Februar 2017.
7. ↑  Pätzold: Kompendium der Lerchen. S. 271.